# Bešinci
Bešinci is een plaats in de gemeente Kaptol in de Kroatische provincie Požega-Slavonië. De plaats telt 111 inwoners (2001).